# 832 هـ
832 هـ هي سنة في التقويم الهجري امتدت مقابلةً في التقويم الميلادي بين سنتي 1428 و1429.

## مواليد
- محمد بن عبد الرحمن الإيجي

## وفيات
- تقي الدين الفاسي